# Atractus modestus
Atractus modestus — вид змій родини полозових (Colubridae). Ендемік Еквадору.

## Поширення і екологія
Atractus modestus мешкають на західних схилах Еквадорських Анд. Вони живуть у вологих гірських тропічних лісах, на висоті від 2400 до 2560 м над рівнем моря.

## Збереження
МСОП класифікує цей вид як вразливий. Atractus modestus загрожує знищення природного середовища.